# Maud Mary Brindley

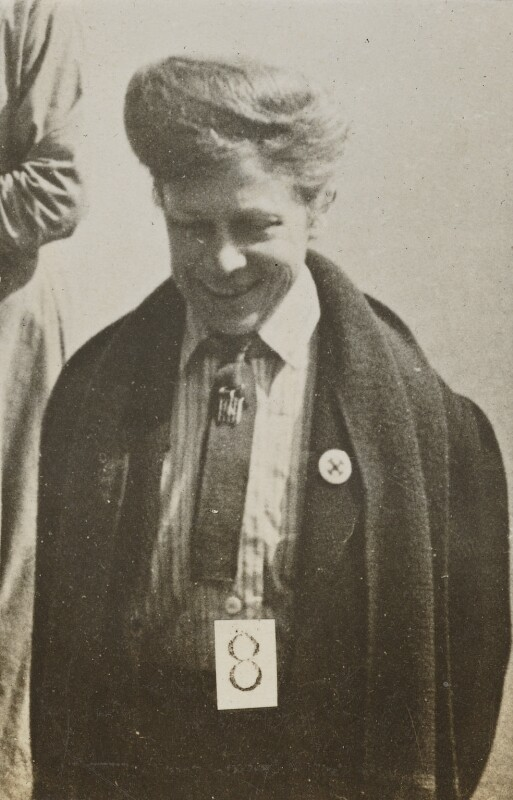
Maud Mary Brindley, vor 1914

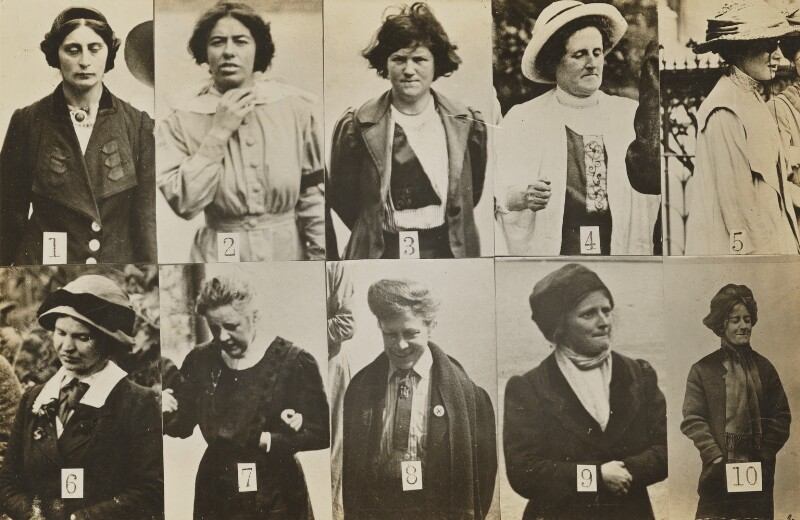
Erkennungsblatt mit zu überwachenden Suffragetten, 1914

Maud Mary Brindley, geborene Eadon (* 19. Mai 1866 in Carlisle, Cumbria; † 28. November 1939 in West Malling, Kent) war eine englisch-britische Künstlerin und Suffragette.

## Leben
Brindley wurde als Tochter eines Major Eadon geboren. Brindley heiratete 1899 ihren Künstlerkollegen und Landschaftsmaler John Angell James Brindley.
Sie trat der Women’s Social and Political Union (WSPU) bei. Nach einer Kundgebung auf dem Trafalgar Square im Oktober 1908 wurde sie wegen „Anstiftung zur Stürmung des Unterhauses“ verhaftet. Sie wurde in Haft genommen, um einen Rechtsbeistand nehmen zu können und am Ende zu einer dreimonatigen Haftstrafe im Holloway Prison.
1913 wurde Brindley erneut verhaftet und verurteilt, weil sie in der Oxford Street Schaufensterscheiben eingeschlagen hatte; sie verbüßte eine fünfmonatige Haftstrafe im Holloway Prison.
Im Gefängnis wurde Brindley fotografiert. Dieses Foto wurde mit anderen, teilweise heimlich aufgenommenen, zu einer Seite zusammengefügt, die Polizisten gezeigt werden konnte, um verdächtige Frauen zu identifizieren. Sie war die Nummer 8 auf einem Blatt, auf dem auch Margaret Scott (1), Olive Hockin (2), Margaret Macfarlane (3), Mary Wyan (Mary Ellen Taylor) (4), Annie Bell (5), Jane Short (6), Gertrude Ansell (7), Verity Oates (9) und Evelyn Manesta (10) abgebildet waren. Diese Erkennungsblätter wurden 1914 in Umlauf gebracht.
Sie starb 1939 in West Malling in Kent. Über ihr Leben ist nichts weiteres bekannt, als einzige über die Fotoserie namentlich überlieferte Suffragette aus Nordwestengland wurde sie trotzdem 2018 Ausgangspunkt eines experimentellen Theaterprojekts zu den Suffragetten in Cumbria.